# Bromuro ferrico
Il bromuro ferrico è il sale del ferro con stato di ossidazione pari a 3 (Fe+3) dell'acido bromidrico; la formula bruta è FeBr3. Alle condizioni standard si presenta come un composto solido e rossiccio, senza odore. È usato come acido di Lewis catalizzatore nell'alogenazione di composti aromatici. Reagisce con l'acqua dando soluzioni acide.

## Struttura, sintesi e proprietà di base
Il FeBr3 presenta una struttura polimerica caratterizzata da sei coordinate, ottaedrica, con l'atomo di Fe al centro.  Anche se commercialmente disponibile a buon mercato, il FeBr3 può essere preparato trattando il ferro col bromo:
{\displaystyle {\ce {2 Fe + 3 Br2 -> 2 FeBr3}}}
Al di sopra di 200 °C, il FeBr3 si decompone nel bromuro ferroso:
{\displaystyle {\ce {2FeBr3 -> 2FeBr2 + Br2}}}
Il cloruro ferrico è considerabilmente più stabile del FeBr3, grazie al più grande potere ossidante del cloro.